# Radiatio thalami
Die Radiatio thalami oder Thalamusstrahlung ist die Gesamtheit der Projektionen vom Thalamus zur gleichseitigen Großhirnrinde. Es handelt sich sowohl um Nervenfasern, die vom Thalamus zur Großhirnrinde ziehen (thalamokortikale), als auch rückläufige (corticothalamische) Verbindungen. Die Nervenfasern ziehen sich verengend durch die Capsula interna und erweitern sich dann wieder strahlenförmig. Die Thalamusstrahlung wird in einen vorderen, oberen, unteren und hinteren Thalamusstiel unterteilt. Da nahezu alle Nervenimpulse mit Ausnahme der Geruchsbahn zur Großhirnrinde über die Thalamusstrahlung verlaufen, spielt diese eine zentrale Rolle für das Bewusstsein.